# Auterive (Tarn-et-Garonne)
Auterive é uma comuna francesa na região administrativa de Occitânia, no departamento de Tarn-et-Garonne. Estende-se por uma área de 3,68 km². Em 2010 a comuna tinha 84 habitantes (densidade: 22,8 hab./km²).